# Araneus volgeri
Araneus volgeri är en spindelart som beskrevs av Simon 1897. Araneus volgeri ingår i släktet Araneus och familjen hjulspindlar. Inga underarter finns listade i Catalogue of Life.